# Просівна
Просівна, Потік — річка в Україні у Міжгірському районі Закарпатської області. Права притока річки Ріка (басейн Дунаю).

## Опис
Довжина річки приблизно 7,41 км, найкоротша відстань між витоком і гирлом — 6,26,07  км, коефіцієнт звивистості річки — 1,18 . Формується багатьма гірськими струмками.

## Розташування
Бере початок на північно-західних схилах гори Стовб (1011,4 м). Тече переважно на північний схід селом Лозянський і впадає у річку Ріка, праву притоку річки Тиси.

## Цікаві факти
- Біля гирла річки на східній стороні на відстані приблизно 330 м  пролягає автошлях Р21[2] (автомобільний шлях регіонального значення на території України. Проходить територією Івано-Франківської та Закарпатської областей через Долину — Міжгір'я — Хуст.)